# Duc (automobile)
Pour les articles homonymes, voir Duc (homonymie).
Le duc est une automobile basse découverte dont le nom vient de la voiture hippomobile équivalente, le duc (hippomobile).

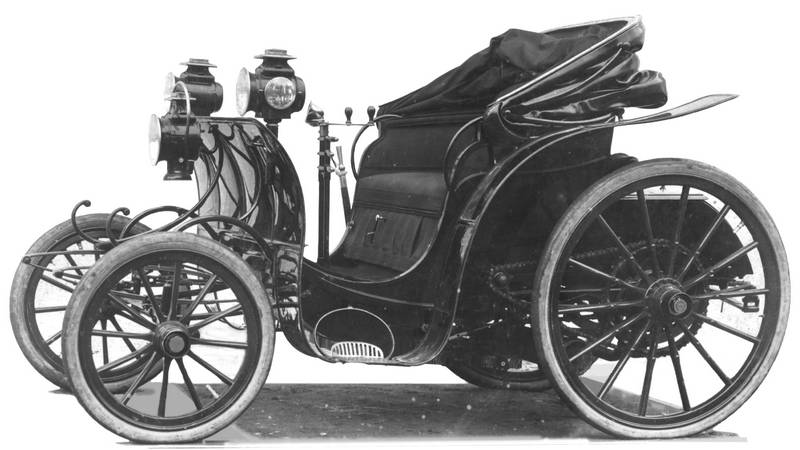
Duc automobile.

Le duc vis-à-vis possède deux banquettes face à face protégées par une capote.

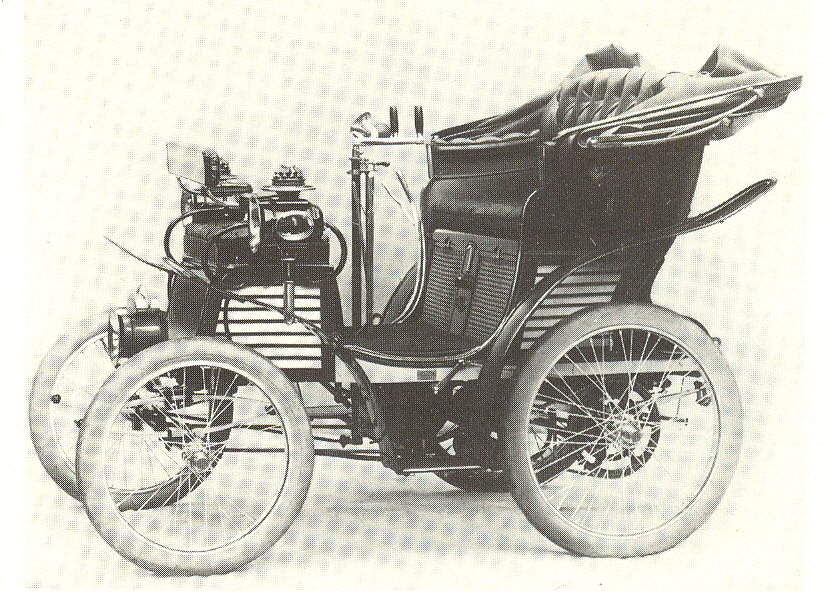
Duc vis-à-vis.
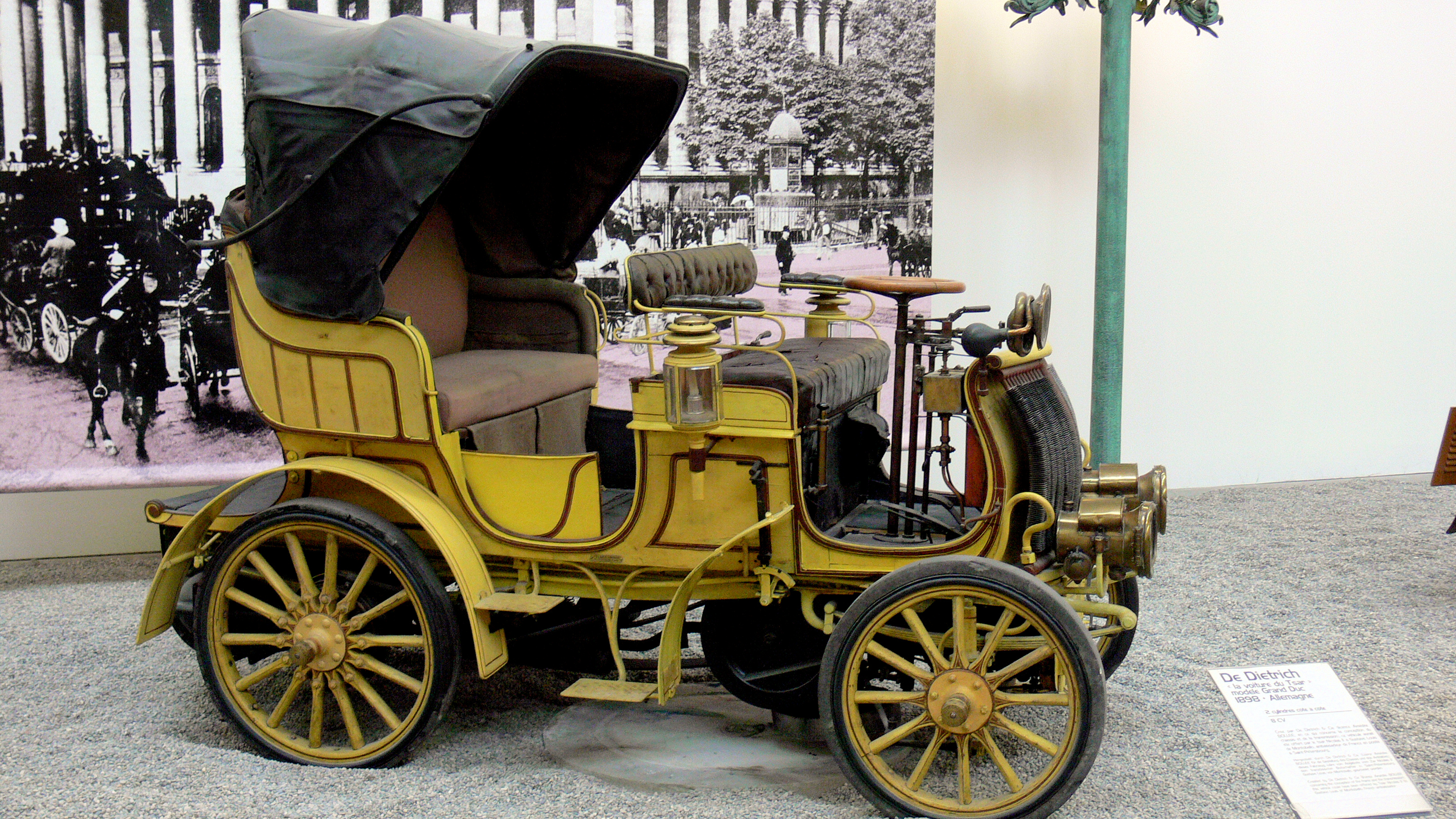
Duc à 4 places.